# La Giustizia di Traiano e Erchinbaldo

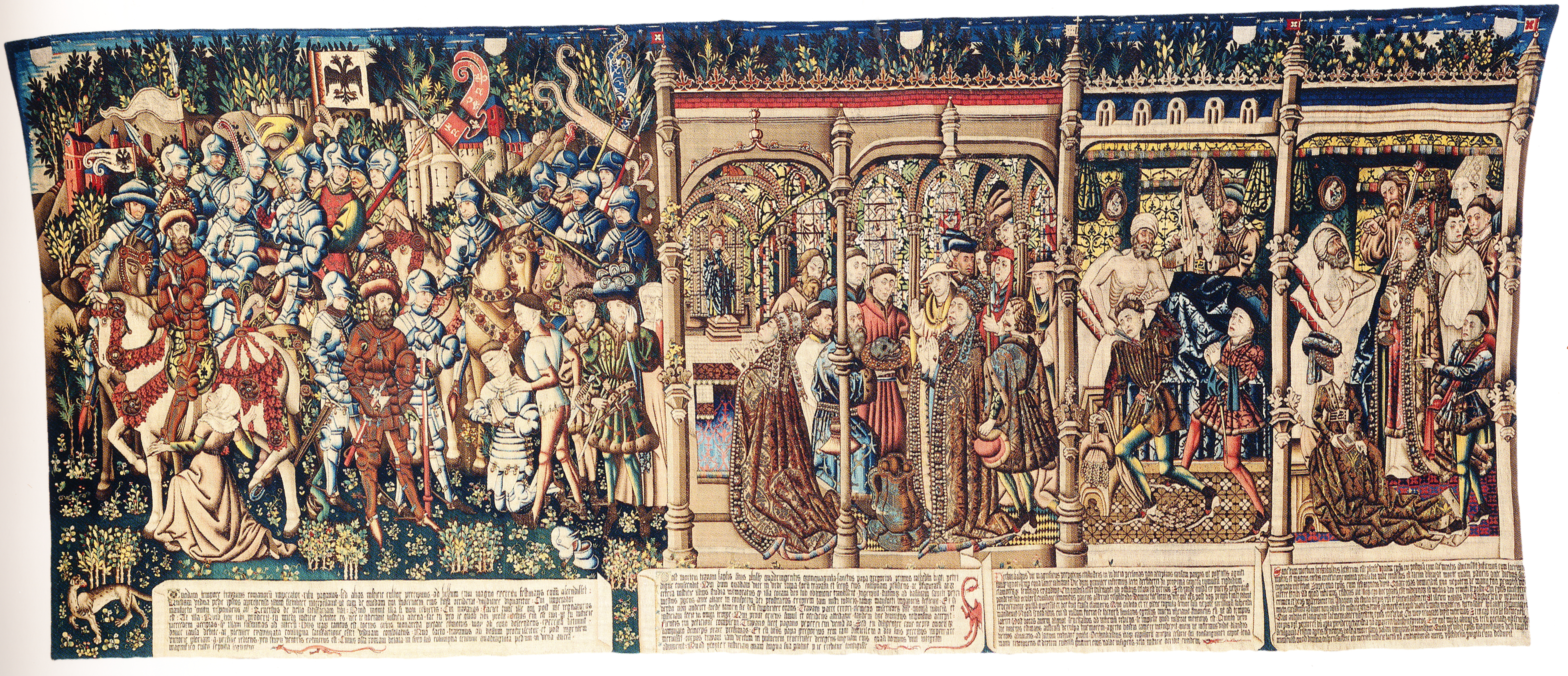
Copia dell'arazzo La Giustizia di Traiano ed Erchinbaldo oggi al Museo Storico di Berna.

La Giustizia di Traiano ed Erchinbaldo era un insieme di quattro grandi pannelli dipinti nel XV secolo dal pittore fiammingo Rogier van der Weyden che un tempo fungevano da decorazione di una delle grandi stanze del Municipio di Bruxelles. Essi rappresentavano la Giustizia di Traiano, imperatore romano, e la Giustizia di Erchinbaldo, leggendario Duca di Brabante. I pannelli avevano lo scopo di ricordare ai giudici della città di impartire una giustizia imparziale e queste opere rimasero esposte per diverso tempo, al punto da essere ammirate anche da Albrecht Dürer. Vennero distrutti quando la città venne bombardata dai francesi nel 1695 e ci sono giunti solo in descrizione e grazie ad una copia ad arazzo realizzata a metà Quattrocento ed oggi conservata al Museo Storico di Berna.

## Descrizione

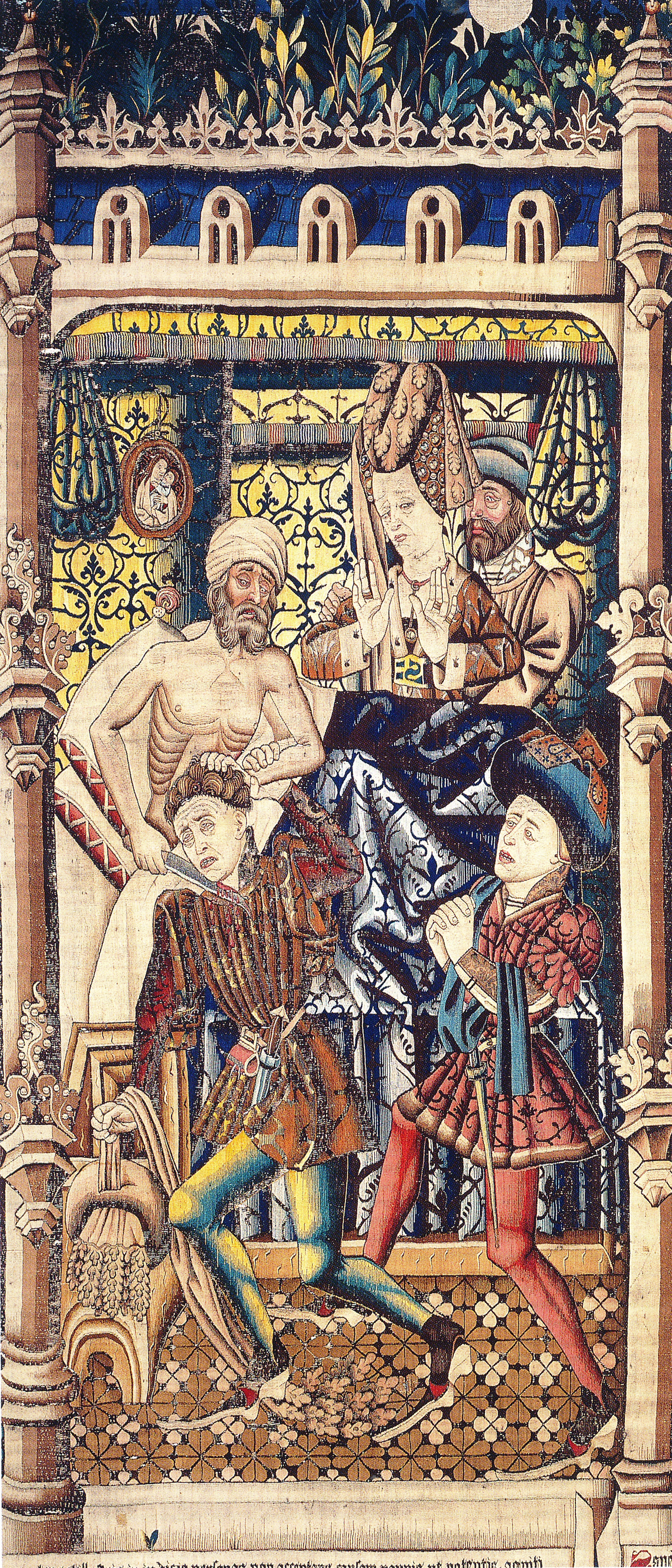
Dettaglio de La Giustizia di Traiano ed Erchinbaldo che mostra il duca di Brabante nell'atto di uccidere suo nipote.

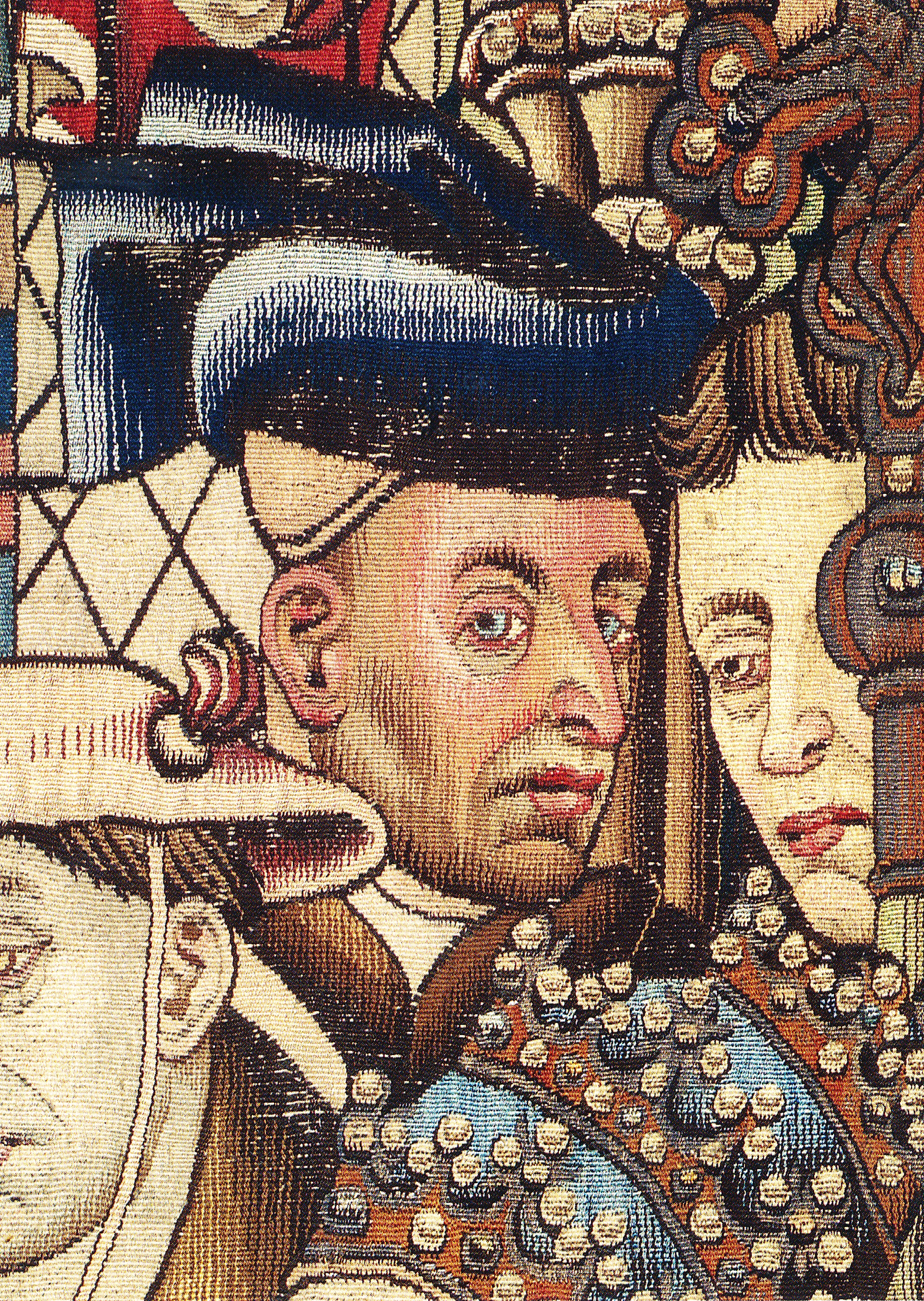
Dettaglio dell'opera con un ritratto che si ritiene essere stato quello di van der Weyden.

Ciascun pannello era alto oltre 4 m e copriva una lunghezza di oltre 10 metri. Il tema dei pannelli era quello della giustizia salvaguardata dall'intervento divino. Le leggende di Traiano e di Erchinbaldo pare siano state accostate per la prima volta nel 1308 nell'Alphabetum Narrationum (Alfabeto delle Storie), una collezione di oltre 800 storie attribuite ad Arnoldo di Liegi (in precedenza a Stefano di Besançon) adattate a quel tempo e riutilizzate come basi per delle omelie. Il tema della Iustitia includeva queste due leggende, anche se la leggenda di Traiano viene data in versione leggermente differente a come è rappresentata nell'arazzo.
Nel primo pannello (situato in una scena all'esterno) si trovava la scena di una donna che implorava giustizia da Traiano per l'assassino di suo figlio e subito dopo Traiano che ordina l'esecuzione del soldato accusato dalla donna (nella versione dell'Alphabetum Narrationum, Traiano offriva suo figlio come rimpiazzo al figlio perduto dalla donna). Nel secondo pannello si trova un episodio tratto dalla Leggenda Aurea di Papa Gregorio I con la risurrezione e la miracolosa conversione di Traiano il quale ottiene così di lasciare il Purgatorio. Gregorio viene mostrato avente tra le mani il teschio riesumato di Traiano nel quale si è miracolosamente salvata la sua lingua che quindi era in grado di dimostrare la giustizia della sua sentenza di morte. Van der Weyden pare si sia raffigurato in uno degli astanti in questa scena, alle spalle del papa. Il terzo pannello illustrava Erchinbaldo sul suo letto di morte che taglia la gola a suo nipote il quale si era reso colpevole di stupro. Nel quarto pannello si trova Erchinbaldo nell'atto di ricevere la Santa Comunione malgrado la sua ostinazione nel riconoscere di non aver compiuto peccato con l'uccisione di suo nipote.

## L'arazzo
L'arazzo derivato da questa opera e che oggi ne è l'unica testimonianza artistica presente, è datato alla metà del Quattrocento. Esso misura 461 cm per 1053 cm e venne probabilmente intessuto a Tournai o a Bruxelles, due dei principali centri della manifattura arazziera, entrambi associati all'opera di van der Weyden. L'opera è realizzata in lana, seta, fili d'oro e fili d'argento.
L'arazzo venne commissionato da Giorgio di Saluzzo alla sua nomina a vescovo di Losanna nel 1440. Il Saluzzo era intenzionato ad avere un arazzo sul tema della giustizia da porre nella sala capitolare del suo palazzo e pertanto, sapendo che van der Weyden aveva già lavorato su questo tema per il municipio di Bruxelles, ne ordinò una copia intessuta. Si sa ad ogni modo che l'opera non venne copiata esattamente uguale all'originale, ma essa attualmente è la più importante copia coeva al periodo e l'unica raffigurazione sopravvissuta dell'oggetto.
Nella copia commissionata dal vescovo, inoltre, i passaggi centrali raffiguranti papa Gregorio I sono realizzati con maggiore attenzione e raffinatezza rispetto alle altre scene.